# Visni
Visni (macedónul: Вишни) település Észak-Macedóniában, a Délnyugati körzetben, Sztruga községben.

## Népesség
| Lakosok száma | 755  | 708  | 574  | 168  | 63   | 25   | 14   | 47   |
|               | 1948 | 1953 | 1961 | 1971 | 1981 | 1991 | 2002 | 2021 |

2002-ben 14 lakosa volt, akik mindannyian macedónok.